# Alphomorphus vandykei
Alphomorphus vandykei – gatunek chrząszcza z rodziny kózkowatych i podrodziny zgrzypikowych. Jedyny przedstawiciel rodzaju Alphomorphus.

## Zasięg występowania
Gatunek ten występuje na płd. USA oraz w Meksyku, notowany w Teksasie oraz meksykańskich stanach Morelos, Meksyk, Guerrero i Oaxaca.